# 가이스트 크래셔
《가이스트 크래셔》(일본어: ガイストクラッシャー, 영어: Gaist Crusher)는 캡콤에서 2013년 12월 5일 출시 예정인 닌텐도 3DS용 소프트 게임이다.
게임 이외에도 만화, TV 애니메이션 등의 미디어 믹스 전개가 이루어진다. 캐치 카피는 "소년들이여 무장하라!".

## 개요
장난감과 게임기의 연동 요소나 다각 미디어 전개 등이 특징인 캡콤의 신규 IP에 의해 남아용 하비 프로젝트에서 게임 판은 그 핵심을 이루고 있다. 캡콤이 키즈용 취미 작품을 제작하는 것은 「유성의 록맨」 이후 처음이다.
내용은 금속 생명체 가이스트에서 얻어진 가이 메탈을 가공해 만들어지는 갑옷 "가이스트 기어"으로 무장하고 싸우는 액션 게임. 기어는 밸런스형, 공격 특화형, 비법, 3가지의 형태로 나뉜다. 게임 내에 등장하는 기어의 종류는 1종류 이상으로, 플레이어는 자신 취향의 가이스트 기어를 구성해 나가는 것이 가능하다.
또 별도 판매의 가이드 폰 커버를 3DS에 장착한 상태에서 장난감인 서울 가이스트 변형 가이 메탈을 장비하면 입수할 수 있는 특별한 가이 메탈이나 가이스트 기어의 종류가 늘어나 부속의 대좌인 초활성 가이 메탈에서 통상으로는 안 되는 특수 미션을 할 수 있다.
멀티 플레이 대응이다, 최대 4명으로 막강한 적에게 맞서협력 모드나, 2대 2의 팀전인 대전 모드가 있지만 어긋나는 통신은 없다.

## 용어
가이스트 크래셔
본 작품의 제목이다, 가이 메탈제 갑옷"가이스트 기어"을 갖춘 "가이스트를 파괴하는 자"의 의미. 정말 국가 공무원에 속하는 예전에는 몇명 보유하고 있었지만, 현재까지 판명되어 있는 것은 렛카를 포함 4명밖에 없어. 누구도 될 것 아니라 그만한 "각오"이 없으면 될 수 없다. 보루칸도 원래는 분쇄기이다.
가이스트
지구상에 출현하는 수수께끼에 찬 금속 생명체. 그 형상은 신수나 요괴, 정령, 마수에 혹사하고 사이즈도 여러 가지. 어느 개체도 특수한 음파 "G파"를 낸 초활성 가이 메탈이 3만 GV(가이 볼트)이상의 수치로 출현한다. 동물에 가까운 지능과 습성으로 행동, 통상의 근대 무기가 전혀 통하지 않고, 가이 메탈을 몸에 걸친 가이스트 파쇄기에 의해 직접 공격만 타격을 준다. 불꽃, 얼음, 땅, 천둥, 바람의 5속성 상대가 확인되지만 하늘을 나는 놈이 반드시 바람 속성은 아니라는 것도 있고, 속성과 가이스트 자체의 능력이 일치하지 않는다. 여기 일 년 동안 일체도 출현하는 것은 없었지만 철강 도시에서 "텟코우·류)"이 출현하고 이후 다시 나타나기 시작했다.
가이 메탈
지하 50,000m의 지층에서 발견된 고순도 에너지를 발하는 신 물질. 가이스트의 핵이며, 이를 생성함으로써 가이스트 기어가 만들어진다.
G파
가이스트가 발하는 파장 집중시키는 속성에 비기단 장벽을 발생시키는 것이 있으며, 이 경우 메일 양식에서 공격 데미지는 없다.
GCG
가이스트 크래셔 개리슨의 약어. 온갖 전문가들로 구성된다.
도스메어 파일
GCG에 축적된 가이스트의 종류이다.
가이폰
가이스트 파쇄기가 되기 위한 통신 단말. 가이 메탈을 세팅함으로써 가이스트 크래셔로 둔갑시켜 가이스트 기어를 메일 양식과 무기 폼을 자유자재로 변형시키는 기능이 있다.
메일 양식
가이스트 크래셔의 기본 형태.
웨폰 폼
메일 양식에서 타격을 받지 않는 가이스트에 상처를 주기 위한 공격 형태.
크래시
가이스트의 체구를 행동 불능으로 한 상태.
크래시 메탈
가이스트 내부에 있는 핵이 노출된 것. 시간이 지나면서 지하에 잠행하다.
익스트림 폼
가이스트 기어의 능력을 전개한 특수 형태. 하야토 왈"위험한 비법", 메일, 무기는 가이스트의 힘을 한정적으로 제어하고 있지만, 이쪽의 경우는 완전히 인출했으며, 미숙한 자가 하면 가이스트의 힘에 휩쓸려 버린다고 한다. 그 것으로부터 GCG소장 허가를 받지 않으면 사용할 수 없다.
루인
가이스트의 출현지에서 발생한 거대한 가이 메탈의 덩어리. 무수한 가이 스토의 보금자리이기도 하다. 주변의 빌딩이나 도로는 가이 메탈의 결정이 태어나 내부는 강력한 에너지를 모으고 있어 가이스트가 흡수하고 힘이 늘어나는 경우가 있다. 주인이 파괴되면 동시에 무너져 버리다.
철강 쵸우
본작의 무대. 렛카이 정든 마을. 도시적이지만 자연과 낡은 절과 신사 등이 남아 있다.
흰색 밥 가게
렛카의 친정인 도시락 집 명물은 "폭발 때 도시락". 배달 서비스도 가고 있다.

## 만화
다나카 야스토키 작화, 감수 · 협력 캡콤의 만화 작품 「최강 점프」 2013년 5월호부터 연재 개시.

## TV 애니메이션
2013년 10월 2일부터 2014년 6월 18일(1st), 2014년 6월 25일 ~ 10월 1일(코드편)까지 TV 도쿄 계열에서 방송되었다.